# 津田照之
津田 照之（つだ てるゆき、1970年 - ）は関西競馬エイト専属競馬評論家。大阪府出身。

## 略歴
- ホースニュース・馬トラックマンとして活躍。主として西日本地方の中央競馬の取材を中心に行い、夏季は北海道で行われる夏競馬の取材を長年担当。
- 2008年2月ホースニュース休刊（事実上の廃刊）後、同年4月競馬エイト（サンケイスポーツ特別版）に移籍し、引き続き西日本・北海道の競馬を中心に取材。また北海道文化放送・グリーンチャンネル・ラジオNIKKEIの競馬中継のレギュラー解説者も担当している。
- 過去の競走実績を重視した予想を展開する。

## 出演

### グリーンチャンネル
- 中央競馬中継（パドック解説など）
- 先週の結果分析
- トラックマンTV（北海道開催時に電話出演）
- KEIBAコンシェルジュ

### 地上波
- 中央競馬実況中継（ラジオNIKKEI第2放送）
- ドラマチック競馬→KEIBAプレミア（北海道文化放送　夏季北海道開催時）
- のりゆきのトークDE北海道（北海道文化放送、GIレース開催週の「トークDE夢競馬」コーナーに電話出演）
- OBCドラマチック競馬 (ラジオ大阪）
- うまんchu（関西テレビ、「てつじのスパルタン競馬」など、時々ゲスト解説として出演することがある）